# Sylvia Asmus
Sylvia Asmus (* 1966) ist eine deutsche Germanistin und Bibliothekarin. Seit 2011 ist sie die Direktorin des Deutschen Exilarchivs der Deutschen Nationalbibliothek.

## Leben
Sylvia Asmus studierte Germanistik, Kunstgeschichte und Kunstpädagogik in Frankfurt am Main und Bibliothekswissenschaften in Berlin, wo sie auch promovierte. Von 2002 an war sie Wissenschaftliche Mitarbeiterin des Deutschen Exilarchivs.
Unter ihrer Leitung wurde die Sammlung kontinuierlich ausgebaut. Zu den letzten Zugängen zählen beispielsweise die Werke des Karikaturisten Robert Hans Olschwanger, der Nachlass von Jula und Eric Isenburger, das Archiv von Günter Peter Straschek oder der Nachlass von Stefanie Zweig. 2013 ging die virtuelle Ausstellung Künste im Exil unter ihrer Leitung online, 2018 kuratierte sie die erste Dauerausstellung der Institution Erfahrung und Zeugnis, die 2024 erweitert und aktualisiert wurde. Sylvia Asmus zeichnet für Wechselausstellungen zu unterschiedlichen Aspekten des Exils verantwortlich, häufig in Kooperation mit einschlägigen Forschern und Forscherinnen. 2023 wurde die Ausstellung „Frag nach!“ eröffnet, in deren Mittelpunkt interaktive digitale Interviews mit Holocaustüberleben stehen. Asmus ist Mitglied im wissenschaftlichen Beirat der Gesellschaft für Exilforschung und der Internationalen Joseph Roth Gesellschaft.

## Veröffentlichungen
- Digital Interactive Interviews at the German National Librarys German Exile Archive 1933–1945. In: Technology meets testimony. Digital pathways to Holocaust survivor‘s biographies. Ed. Anja Ballis, Florian Duda, Markus Gloe. 2025, S. 287–297.
- Die Zukunft der Erinnerung? Interaktive Zeitzeug:inneninterviews im Deutschen Exilarchiv 1933-1945 der Deutschen Nationalbibliothek. In: Sammlungsforschung im digitalen Zeitalter. Chancen, Herausforderungen und Grenzen. Hrsg. von Katharina Günther und Stefan Alschner. Göttingen 2024, S. 129–139.

- Gemeinsam mit Uwe Wittstock: Marcel Reich-Ranicki. Ein Leben, viele Rollen. (Begleitbroschüre zur Wechselausstellung „Marcel Reich-Ranicki. Ein Leben, viele Rollen“ des Deutschen Exilarchivs 1933–1945 der Deutschen Nationalbibliothek). Frankfurt a. M.: Deutsches Exilarchiv 1933–1945, Deutsche Nationalbibliothek, 2022. ISBN 978-3-941113-56-5

- Art et exil / Kunst und Exil / Art and Exile. In: Idée de Paix / Idee des Friedens / Idea of peace. Frans Masereel. Hrsg. vom Musée National de la Résistance et des Droits Humains. Esch 2021, S. 266–289. ISBN 978-2-87967-260-1

- als Herausgeberin: Exil, Erfahrung und Zeugnis. Deutsches Exilarchiv 1933–1945 der Deutschen Nationalbibliothek / Exile, experience and testimony. Göttingen 2019. ISBN 978-3-8353-3483-0

- als Herausgeberin: Kinderemigration aus Frankfurt am Main. Geschichten der Rettung, des Verlusts und der Erinnerung / Child emigration from Frankfurt am Main.  Hrsg. von Sylvia Asmus und Jessica Beebone. Göttingen 2021. ISBN 978-3-8353-3984-2

- als Herausgeberin: Archive und Museen des Exils. Exilforschung Bd. 37 (2019). Hrsg. von Sylvia Asmus, Doerte Bischoff und Burcu Dogramaci. Berlin/Boston 2019. https://doi.org/10.1515/9783110542103
- Was bleibt?  Zeugnisse von Passagen aus der Sammlung des Deutschen Exilarchivs 1933 — 1945. In: Passagen des Exils (Jahrbuch Exilforschung 35). Hrsg. von Burcu Dogramaci und Elisabeth Otto. München 2017, S. 39–52.

- als Herausgeberin: „…mehr vorwärts als rückwärts schauen…“ : Das deutschsprachige Exil in Brasilien 1933–1945 /  „…olhando mais para frente do que para trás…“ – O exílio de língua alemã no Brasil 1933–1945. Hrsg. von  Sylvia Asmus und Marlen Eckl. Berlin 2013. ISBN 978-3-95565-015-5

- als Herausgeberin: So wurde ihnen die Flucht zur Heimat – Soma Morgenstern und Joseph Roth. Eine Freundschaft. Sylvia Asmus (Hg.). Heinz Lunzer, Victoria Lunzer-Talos. Bonn 2012 ISBN 978-3-938803-47-9
- Von der Emigrantenbibliothek zum Deutschen Exilarchiv. In: Bibliotheken und Sammlungen im Exil (Jahrbuch Exilforschung 29). Hrsg. Von Claus-Dieter Krohn und Lutz Winckler. München 2011, S. 166–178.
- als Herausgeberin: Rudolf Olden. Journalist gegen Hitler – Anwalt der Republik. Hrsg. von Sylvia Asmus und Brita Eckert. Frankfurt a. M., 2010.